# Gerhard Mayer (Grafiker)
Gerhard Mayer (* 4. März 1951 in Hollabrunn) ist ein österreichischer Publizist, Fotograf und Grafiker.
Von 1976 bis 1983 war er Mitarbeiter des Nachrichtenmagazins profil. Für seine Reportage über die Landesnervenheilanstalt Steinhof am Otto-Wagner-Spital erhielt er 1979 den Dr.-Karl-Renner-Publizistikpreis. Zwischen 1989 und 2003 arbeitete er als freischaffender Grafiker und Fotograf, ab 2003 war er in der Erwachsenenbildung als IT-Trainer und ab 2009 war er als Software-Entwickler an der Universität Wien tätig.